# Уржунцев Костянтин Ісакович
Костянтин Ісакович Уржунцев (рос. Константин Исаакович Уржунцев; * 24 грудня 1908, Ташкент — † 4 березня 1977, Київ) — радянський військовий льотчик, Герой Радянського Союзу (1948), у роки Німецько-радянської війни командир ескадрильї 171-го гвардійського бомбардувального авіаційного полку 57-ї бомбардувальної авіаційної дивізії 18-ї повітряної армії, гвардії майор.

## Біографія
Народився 24 грудня 1908 року в Ташкенті в селянській сім'ї. Росіянин. Член КПРС з 1931 року. Закінчив сім класів неповної середньої школи. У 1930 році призваний в ряди Червоної Армії. Закінчив школу молодших авіаційних фахівців, в 1936 році — Одеську військову школу льотчиків. Учасник радянсько-фінської війни 1939—1940 років.
У боях радянсько-німецької війни з серпня 1941 року. До травня 1945 року Уржунцев зробив 208 бойових вильотів на бомбардування німецьких військ, нанісши противникові значну утрату в живій силі і техніці.
Указом Президії Верховної Ради СРСР від 23 лютого 1948 року "за зразкове виконання завдань командування після знищення живої сили і техніки противника і проявлені при цьому мужність і героїзм" гвардії майорові Костянтину Ісаковичу Уржунцеву присвоєне звання Героя Радянського Союзу з врученням ордена Леніна і медалі «Золота Зірка» (№ 8313).

Могила К. І. Уржунцева

У 1948 році закінчив Вищу офіцерську льотно-тактичну школу. З 1955 року підполковник К. І. Уржунцев — в запасі. Працював на заводі «Буддормаш» контролером ОТК. Жив в Києві. Помер 4 березня 1977 року. Похований в Києві на Лук'янівському військовому кладовищі.

## Нагороди
Нагороджений трьома орденами Леніна, двома орденами Червоного Прапора, орденом Вітчизняної війни 1-го ступеня, двома орденами Червоної Зірки, медалями.